# Unseburg
Unseburg – dzielnica gminy Bördeaue w Niemczech, w kraju związkowym Saksonia-Anhalt, powiecie Salzland. Leży ok. 25 km na południe od Magdeburga, nad rzeką Bode.
Do 31 grudnia 2009 była to oddzielna gmina będąca częścią wspólnoty administracyjnej Egelner Mulde.